# 士麥那 (內布拉斯加州)
士麥那（英語：Smyrna）是位於美國內布拉斯加州納科爾斯縣的非建制地區。

## 歷史
士麥那的郵局於1887年設立，其後於1913年停運。

## 地理
士麥那所處的海拔為高於海平面444米（即1785英呎），而該地所採用的時區為UTC-6，即北美中部时区（CST）。同時該地設有夏令時間，為UTC-6調快一小時，即UTC-5（CDT）。